# Pierrot de Lille
Pierre Coucke, dit Pierrot de Lille, né en 1948 à Roubaix, est un chef cuisinier et animateur de télévision français. Il est un spécialiste de la cuisine traditionnelle flamande.

## Carrière

### Gastronomie
En 1960, ses parents reprennent l'auberge de La Belle Siska, à Steenbecque. Il y apprend à cuisiner les plats typiquement flamands. En 1966, il obtient son CAP de cuisinier, ce qui lui permet de reprendre avec sa mère le restaurant familial à la mort de son père en 1968. En 1976, il ouvre son premier « Bistrot de Pierrot », rue du Plat, à Lille. Parallèlement, il ouvre La Taverne à Hazebrouck en 1981 et le Bistrot de la Mère Simone à Capinghem en 1984. En 1988, il transfère le « Bistrot de Pierrot » sur la place de Béthune, toujours à Lille.
En 2000, il ouvre au Touquet un second « Bistrot de Pierrot », qu'il revend dès 2003. En 2005, il vend également son auberge lilloise pour ouvrir La Marmite, à Capinghem, où il se spécialise dans la cuisine rustique, en particulier la cochonnaille et les abats. Enfin, en 2008, il ouvre à Godewaersvelde l'« Estaminet du centre », qu'il confie à sa femme Béatrice,. 
En 2002, il reçoit une Fourchette au guide Michelin. En 2006, il est promu « Aubergiste de l'année » par le guide Pudlo. Enfin, l'année suivante, il obtient le « Bib Gourmand Michelin », qui récompense les restaurants servant des plats de grande qualité à des prix modérés.

### Audiovisuel
De 1993 à 2008, il anime quotidiennement l'émission Goûtez-moi ça ! avec Jenny Clève, sur France 3 Nord-Pas-de-Calais.
De 2006 à 2012, il est chroniqueur quotidien dans l'émission Ça va pas êt' triste, sur Mona FM.

## Distinctions
- Chevalier du mérite Agricole
- Chevalier du Houblon d'Or
- Vice-président à vie de la Confrérie de la Tête de veau
- Chevalier de la Dinde de Licques
- Confrérie des Chevaliers de Saint-Antoine
- Confrérie de l'Endive
- Membre de la Confrérie de l'échalote
- Chevalier de la Confrérie Roquefort-Maroilles
- Président régional du Club Prosper-Montagné